# Bathiste Tchouaffé
Bathiste Tchouaffé, né le 19 mai 1998 à Poitiers, est un joueur de basket-ball. Il évolue au poste d'arrière.

## Biographie

### Débuts sportifs
Issu d'une famille de basketteur, Bathiste Tchouaffé a été formé à Poitiers avant de rejoindre, entre 2012 et 2016, l'INSEP. Lors de sa dernière saison (2015-16) au Centre fédéral en NM1, il présente des statistiques moyennes de 12,6 points, 3,4 rebonds, 2,3 passes décisives par match.

### Carrière sportive
En mai 2016, il signe son premier contrat professionnel, un engagement de trois ans avec Nanterre 92 qui évolue en Pro A.
En mars 2018, Tchouaffé est sélectionné pour le Nike Hoop Summit, une compétition qui rassemble les meilleurs jeunes joueurs du monde.
En août 2018, Tchouaffé rejoint la Jeunesse laïque de Bourg-en-Bresse avec laquelle il signe un contrat de deux ans. L'année suivante, il est prêté une saison en Pro B au Poitiers Basket 86.
En juin 2021, Tchouaffé s'engage pour une saison avec le Boulazac Basket Dordogne qui évolue en deuxième division.

## Palmarès

### En club
- Vainqueur de la Coupe de France 2017 avec Nanterre 92
- Vainqueur de la Coupe d'Europe FIBA 2016-2017 avec Nanterre 92
- Vainqueur du Match des Champions 2017 avec Nanterre 92

### En équipe nationale
- Vainqueur du Championnat d’Europe U16 en 2014 (Riga, Lettonie)
- Vainqueur du Championnat d’Europe U18 en 2016 (Samsun, Turquie)
- Médaille de bronze Coupe du monde 3×3 U18 en 2015 (Debrecen, Hongrie) et vainqueur du concours de tirs[5]